# Пігмаліонізм
Статеве збочення у чоловіків, яке проявляється потягом до скульптурних зображень жінок; своєрідна суміш фетишизму з візіонізмом, коли фетишем є твори мистецтва (частіше статуї і картини), які при спогляданні їх або прикладанні до різних частин тіла приносять задоволення, причому при цьому статеве збудження незрівнянно яскравіше, ніж при звичайному статевому контакті; виділяють також садистський пігмаліонізм, коли сексуальний екстаз настає при ушкодженні або руйнуванні творів мистецтва; іконолагнія, монументофілія.